# Selouros
Selouros (altgriechisch Σέλουρος) war ein römischer Rebell, der im ersten Jahrhundert v. Chr. auf Sizilien eine Armee anführte und die Region um den Ätna regelmäßig mit räuberischen Streifzügen überfiel. Er wurde als Sohn des Ätna bezeichnet und scheint nach Strabon eine volle Armee angeführt zu haben. Er wird nur bei Strabon (6.2.6) genannt, der ihn als Zeitgenossen beschreibt. Zwischen 44 und 30 v. Chr. wurde er gefasst und auf dem Forum in Rom zur Strafe von wilden Tieren bei Gladiatorenkämpfen zerrissen.